# Labdarúgó-válogatottak az 1952. évi nyári olimpiai játékokon
Itt található az 1952. évi nyári olimpiai játékokon labdarúgásban részt vevő válogatott játékosok listája a nemzetük által elért helyezés sorrendjében.

## Magyarország
| Szám | Poszt | Név              | Születési dátum / Kor | Válogatottság | Gólok | Klub                    |
| ---- | ----- | ---------------- | --------------------- | ------------- | ----- | ----------------------- |
| 1    | K     | Gellér Sándor    | 1925. július 12.      | 8             | 0     | Budapesti Bástya        |
| 2    | K     | Grosics Gyula    | 1926. február 4.      | 86            | 0     | Budapesti Honvéd        |
| 3    | V     | Buzánszky Jenő   | 1925. május 4.        | 49            | 0     | Dorogi Bányász          |
| 4    | DF/MF | Lantos Mihály    | 1928. szeptember 29.  | 53            | 5     | Budapesti Dózsa         |
| 5    | KP    | Börzsei János    | 1921. október 9.      | 23            | 0     | Budapesti Dózsa         |
| 6    | K     | Henni Géza       | 1926.                 |               | 0     | Budapesti Dózsa         |
| 7    | CS    | Szojka Ferenc    | 1931.                 |               | 0     | Salgótarjáni Bányász TC |
| 8    | V     | Dalnoki Jenő     | 1932. december 12.    | 14            | 0     | Budapesti Kinizsi       |
| 9    | DF/MF | Lóránt Gyula     | 1923. február 6.      | 37            | 0     | Budapesti Honvéd        |
| 10   | KP    | Bozsik József    | 1925. november 28.    | 101           | 11    | Budapesti Honvéd        |
| 11   | KP    | Kovács Imre      | 1921. november 26.    | 8             | 0     | Budapesti Bástya        |
| 12   | KP    | Zakariás József  | 1924. március 5.      | 35            | 0     | Budapesti Bástya        |
| 13   | CS    | Budai II László  | 1928. július 19.      | 39            | 10    | Budapesti Honvéd        |
| 14   | KP    | Csordás Lajos    | 1932.                 |               | 0     | Budapesti Vasas         |
| 15   | CS    | Kocsis Sándor    | 1929. szeptember 21.  | 68            | 75    | Budapesti Honvéd        |
| 16   | CS    | Hidegkuti Nándor | 1922. március 3.      | 69            | 39    | Budapesti Bástya        |
| 17   | CS    | Varga János      | 1932. május 19.       | 0             | 0     | Dorogi Bányász          |
| 18   | CS    | Palotás Péter    | 1929. június 27.      | 24            | 18    | Budapesti Bástya        |
| 19   | CS    | Puskás Ferenc    | 1927. április 2.      | 85            | 84    | Budapesti Honvéd        |
| 20   | CS    | Czibor Zoltán    | 1929. augusztus 23.   | 43            | 17    | Csepeli Vasas           |

## Jugoszlávia
| Szám | Poszt | Név                 | Születési dátum / Kor | Válogatottság | Gólok | Klub             |
| ---- | ----- | ------------------- | --------------------- | ------------- | ----- | ---------------- |
| 1    | K     | Vladimir Beara      | 1928. augusztus 28.   | 60            |       | Hajduk Split     |
| 2    | V     | Branislav Stanković | 1921. október 31.     |               |       |                  |
| 3    | V     | Tomislav Crnković   | 1929. június 17.      | 51            |       | Dinamo Zagreb    |
| 4    | KP    | Zlatko Čajkovski    | 1923. november 24.    | 59            |       | FK Partizan      |
| 5    | KP    | Ivica Horvat        | 1926. július 17.      |               |       |                  |
| 6    | KP    | Vujadin Boškov      | 1931. május 16.       | 57            |       | FK Vojvodina     |
| 7    | CS    | Tihomir Ognjanov    | 1927. március 2.      |               |       |                  |
| 8    | CS    | Rajko Mitić         | 1922. november 19.    | 59            | 32    | FK Crvena zvezda |
| 9    | CS    | Bernard Vukas       | 1927. május 1.        | 59            | 22    | Hajduk Split     |
| 10   | CS    | Stjepan Bobek       | 1923. december 3.     | 63            | 38    | FK Partizan      |
| 11   | CS    | Branko Zebec        | 1929. július 17.      | 65            | 17    | FK Partizan      |

## Svédország
| Szám | Poszt | Név                | Születési dátum (Kor) | Vál. | Klub            |
| ---- | ----- | ------------------ | --------------------- | ---- | --------------- |
| 1    | K     | Kalle Svensson     | 1925. november 11.    | 73   | Helsingborgs IF |
| 2    | V     | Lennart Samuelsson | 1924. július 7.       |      |                 |
| 3    | V     | Erik Nilsson       | 1916. augusztus 6.    | 57   | Malmö FF        |
| 4    | KP    | Holger Hansson     | 1927. január 26.      |      |                 |
| 5    | KP    | Bengt Gustavsson   | 1928. január 13.      |      |                 |
| 6    | KP    | Gösta Lindh        | 1924                  |      |                 |
| 7    | CS    | Sylve Bengtsson    | 1930                  |      |                 |
| 8    | CS    | Gösta Löfgren      | 1923. augusztus 29.   |      |                 |
| 9    | CS    | Ingvar Rydell      | 1922. május 7.        |      |                 |
| 10   | CS    | Yngve Brodd        | 1930                  |      |                 |
| 11   | CS    | Gösta Sandberg     | 1932. augusztus 6.    | 52   | Djurgårdens IF  |
| 14   | KP    | Olle Åhlund        | 1920                  |      |                 |

## NSZK
| Szám | Poszt | Név                  | Születési dátum / Kor | Válogatottság | Gólok | Klub                             |
| ---- | ----- | -------------------- | --------------------- | ------------- | ----- | -------------------------------- |
| 1    | K     | Rudolf Schönbeck     | 1919. augusztus 3.    |               |       | FC St. Pauli                     |
| 3    | V     | Hans Eberle          | 1925. szeptember 28.  |               |       | SSV Ulm 1846                     |
| 6    | KP    | Kurt Sommerlatt      | 1928. december 25.    |               |       | Karlsruher FC Phönix             |
| 7    | DF/MF | Herbert Jäger        | 1926. február 15.     |               |       | SC Cronenberg                    |
| 8    | KP    | Erich Gleixner       | 1920. április 1.      |               |       | VfL Osnabrück                    |
| 9    | DF/MF | Alfred Post          | 1926. augusztus 20.   |               |       | Rheydter SV                      |
| 10   | MF/FW | Herbert Schäfer      | 1972. augusztus 16.   |               |       | Sportfreunde Siegen              |
| 11   | CS    | Matthias Mauritz     | 1924. november 13.    |               |       | Fortuna Düsseldorf               |
| 12   | CS    | Ludwig Hinterstocker | 1931. április 11.     |               |       | FC Traunstein                    |
| 13   | CS    | Georg Stollenwerk    | 1930. december 19.    | 23            | 2     | Düren 99                         |
| 14   | CS    | Johann Zeitler       | 1927. április 30.     |               |       | VfB Bayreuth                     |
| 15   | CS    | Willi Schröder       | 1928. december 28.    | 12            | 3     | Bremen 1860                      |
| 16   | CS    | Kurt Ehrmann         | 1922. június 7.       |               |       | Karlsruher FV                    |
| 20   | CS    | Karl Klug            | 1925. április 8.      |               |       | Spielvereinigung Sterkrade 06/07 |

## Brazília
| Szám | Poszt | Név                               | Születési dátum (Kor) | Vál. | Klub |
| ---- | ----- | --------------------------------- | --------------------- | ---- | ---- |
| 1    | K     | Carlos Alberto Martins-Cavalheiro | 1932. január 25.      |      |      |
| 2    | V     | Mauro Torres Homem Rodrigues      | 1932. március 22.     |      |      |
| 3    | V     | Waldir Villas Boas                | 1925. június 3.       |      |      |
| 4    | V     | Zozimo Alves Calazans             | 1932. június 19.      |      |      |
| 5    | V     | Adesio Alves Machado              | 1933. január 12.      |      |      |
| 8    | CS    | Humberto Barbosa Tozzi            | 1934. február 4.      |      |      |
| 9    | CS    | Larry Pinto de Faria              | 1932. november 3.     |      |      |
| 10   | CS    | Edvaldo Isido Neto                | 1934. november 12.    |      |      |
| 11   | CS    | Jansen José Moreira               | 1927. július 10.      |      |      |
| 13   | KP    | Edison Campos Martins             | 1930                  |      |      |
| 15   | KP    | Milton Pessanha                   | 1932. november 11.    |      |      |

## Dánia
| Szám | Poszt | Név                                | Születési dátum (Kor) | Vál. | Klub |
| ---- | ----- | ---------------------------------- | --------------------- | ---- | ---- |
|      | KP    | Poul Andersen                      | 1928                  |      |      |
|      | KP    | Steen Steensen Blicher             | 1923                  |      |      |
|      | CS    | Jens Peder Hansen                  | 1927                  |      |      |
|      | CS    | Jørgen Wagner Hansen               | 1925                  |      |      |
|      | K     | Jørgen Christian Bøgelund Johansen | 1928                  |      |      |
|      | CS    | Knud Lundberg                      | 1920                  |      |      |
|      | V     | Svend Nielsen                      | 1928                  |      |      |
|      | V     | Poul Erik Petersen                 | 1927                  |      |      |
|      | CS    | Poul Eyvind Petersen               | 1921                  |      |      |
|      | CS    | Holger Seebach                     | 1922                  |      |      |
|      | KP    | Erik Terkelsen                     | 1926                  |      |      |

## Ausztria
| Szám | Poszt | Név                 | Születési dátum (Kor) | Vál. | Klub |
| ---- | ----- | ------------------- | --------------------- | ---- | ---- |
|      | CS    | Franz Feldinger     | 1928                  |      |      |
|      | KP    | Robert Fendler      | 1921                  |      |      |
|      | CS    | Otto Gollnhuber     | 1924                  |      |      |
|      | CS    | Herbert Grohs       | 1931                  |      |      |
|      | CS    | Hermann Hochleitner | 1925                  |      |      |
|      | V     | Walter Kollman      | 1932                  |      |      |
|      | V     | Anton Krammer       | 1921                  |      |      |
|      | K     | Fritz Nikolai       | 1925                  |      |      |
|      | CS    | Erich Stumpf        | 1927                  |      |      |
|      | KP    | Josef Walter        | 1925                  |      |      |
|      | KP    | Anton Wolf          | 1933                  |      |      |

## Törökország
| Szám | Poszt | Név              | Születési dátum (Kor) | Vál. | Klub |
| ---- | ----- | ---------------- | --------------------- | ---- | ---- |
|      | K     | Erdogan Akin     | 1929                  |      |      |
|      | CS    | Kamil Altan      | 1924                  |      |      |
|      | CS    | Tekin Bilge      | 1930                  |      |      |
|      | DF/MF | Ridvan Bolatli   | 1928                  |      |      |
|      | CS    | Yalçin Caka      | 1931                  |      |      |
|      | CS    | Vasif Çetinel    | 1928                  |      |      |
|      | DF/MF | Basri Dirimilili | 1929                  |      |      |
|      | KP    | Mustafa Ertan    | 1926                  |      |      |
|      | KP    | Ercüment Güder   | 1923                  |      |      |
|      | CS    | Macit Gürdal     | 1931                  |      |      |
|      | V     | Necdet Sentürk   | 1928                  |      |      |
|      | CS    | Muzaffer Tokaç   | 1922                  |      |      |

## Szovjetunió
| Szám | Poszt | Név                   | Születési dátum (Kor) | Vál. | Klub |
| ---- | ----- | --------------------- | --------------------- | ---- | ---- |
|      | V     | Anatolij Bashaskin    | 1924                  |      |      |
|      | CS    | Konstantin Beskov     | 1920                  |      |      |
|      | CS    | Vsevolod Bobrov       | 1922                  |      |      |
|      | CS    | Avtandil Gogoberidze  | 1922                  |      |      |
|      | CS    | Anatolij Iljin        | 1931                  |      |      |
|      | K     | Leonid Ivanov         | 1921                  |      |      |
|      | V     | Konstantin Križevskij | 1926                  |      |      |
|      | CS    | Fridrik Marjutin      | 1924                  |      |      |
|      | KP    | Igor Netto            | 1930                  |      |      |
|      | CS    | Valentin Nikolajev    | 1921                  |      |      |
|      | KP    | Jurij Nyrkov          | 1924                  |      |      |
|      | KP    | Alexandr Petrov       | 1925                  |      |      |
|      | CS    | Aleksandr Tinjagin    | 1927                  |      |      |
|      | CS    | Vasilij Trofimov      | 1919                  |      |      |
|      | CS    | Avtandil Tshuaseli    | 1933                  |      |      |

## Olaszország
| Szám | Poszt | Név               | Születési dátum (Kor) | Vál. | Klub |
| ---- | ----- | ----------------- | --------------------- | ---- | ---- |
|      | KP    | Giovanni Azzini   | 1929                  |      |      |
|      | K     | Ottavio Bugatti   | 1928                  |      |      |
|      | KP    | Giancarlo Cade    | 1930                  |      |      |
|      | V     | Giuseppe Corradi  | 1932                  |      |      |
|      | CS    | Alberto Fontanesi | 1929                  |      |      |
|      | CS    | Aredio Gimona     | 1924                  |      |      |
|      | CS    | Francesco La Rosa | 1926                  |      |      |
|      | CS    | Amos Mariani      | 1931                  |      |      |
|      | KP    | Maino Neri        | 1924                  |      |      |
|      | CS    | Egisto Pandolfini | 1926                  |      |      |
|      | V     | Battista Rota     | 1932                  |      |      |
|      | KP    | Arcadio Venturi   | 1929                  |      |      |

## Luxemburg
| Szám | Poszt | Név              | Születési dátum (Kor) | Vál. | Klub |
| ---- | ----- | ---------------- | --------------------- | ---- | ---- |
|      | CS    | Julien Gales     | 1924                  |      |      |
|      | KP    | Fernand Guth     | 1926                  |      |      |
|      | KP    | Jean Jaminet     | 1930                  |      |      |
|      | K     | Fernand Lahure   | 1929                  |      |      |
|      | CS    | Léon Letsch      | 1927                  |      |      |
|      | CS    | François Muller  | 1927                  |      |      |
|      | CS    | Victor Nuremberg | 1930                  |      |      |
|      | KP    | Michel Reuter    | 1929                  |      |      |
|      | CS    | Joseph Roller    | 1929                  |      |      |
|      | V     | Léon Spartz      | 1927                  |      |      |
|      | V     | Camille Wagner   | 1925                  |      |      |

## Egyiptom
| Szám | Poszt | Név                                      | Születési dátum (Kor) | Vál. | Klub |
| ---- | ----- | ---------------------------------------- | --------------------- | ---- | ---- |
|      | KP    | Hamza Abdel M. Ali                       | 1923                  |      |      |
|      | KP    | Hanafy Bastan                            | 1923                  |      |      |
|      | CS    | Elsayed E. M. Eldizwi                    | 1926                  |      |      |
|      | CS    | Kamal Ahmed H. Elfar                     | 1929                  |      |      |
|      | CS    | Alladin Hassanin Elhamoly                | 1930                  |      |      |
|      | CS    | Ahmed Mohamed Elmeckawi                  | 1923                  |      |      |
|      | K     | Abdel Guelil Ahmed Hemueda               | 1923                  |      |      |
|      | V     | Mohamed A. A. Kabil                      | 1927                  |      |      |
|      | V     | Mohamed Moussa Omar Mohamed (Elzingeiri) | 1925                  |      |      |
|      | CS    | Sayed Abdel Azim Mohamed                 | 1920                  |      |      |
|      | KP    | Ahmed Hanafy M. Rashed                   | 1928                  |      |      |
|      | V     | Fouad Ahmed Sidky                        | 1925                  |      |      |

## Lengyelország
| Szám | Poszt | Név                | Születési dátum (Kor) | Vál. | Klub |
| ---- | ----- | ------------------ | --------------------- | ---- | ---- |
|      | CS    | Henryk Alszer      | 1918                  |      |      |
|      | DF/MF | Hubert Banisz      | 1925                  |      |      |
|      | KP    | Zdzizlaw Bieniek   |                       |      |      |
|      | V     | Edward Cebula      | 1917                  |      |      |
|      | CS    | Gerard Cieślik     | 1927                  |      |      |
|      | V     | Wladyslaw Gedlek   | 1930                  |      |      |
|      | KP    | Kazimierz Kaszuba  | 1930                  |      |      |
|      | CS    | Jerzy Krasówka     | 1924                  |      |      |
|      | KP    | Józef Mamon        | 1922                  |      |      |
|      | CS    | Pawel Sobek        | 1929                  |      |      |
|      | K     | Tomasz Stefaniszyn | 1929                  |      |      |
|      | KP    | Czeslaw Suszczyk   | 1922                  |      |      |
|      | K     | Edward Szymkowiak  | 1932                  |      |      |
|      | CS    | Kazimierz Trampisz | 1929                  |      |      |
|      | CS    | Jan Wisniewski     | 1922                  |      |      |

## Finnország
| Szám | Poszt | Név                        | Születési dátum (Kor) | Vál. | Klub |
| ---- | ----- | -------------------------- | --------------------- | ---- | ---- |
|      | KP    | Veikko Uljas Asikainen     | 1918                  |      |      |
|      | KP    | Erik Edwin Beijar          | 1921                  |      |      |
|      | K     | Kaarlo Olavi Laaksonen     | 1921                  |      |      |
|      | CS    | Kalevi Valdemar Lehtovirta | 1928                  |      |      |
|      | V     | Åke Leonard Lindman        | 1928                  |      |      |
|      | V     | Stig-Göran Mikael Myntti   | 1925                  |      |      |
|      | CS    | Nils Bertil Rikberg        | 1928                  |      |      |
|      | CS    | Taavi Aulis Rytkönen       | 1929                  |      |      |
|      | CS    | Olof Ossian Hugo Stolpe    | 1927                  |      |      |
|      | CS    | Jorma Johan Sigurd Vaihela | 1925                  |      |      |
|      | KP    | Esko Uolevi Valkama        | 1924                  |      |      |

## Antigua és Barbuda
| Szám | Poszt | Név                                | Születési dátum (Kor) | Vál. | Klub |
| ---- | ----- | ---------------------------------- | --------------------- | ---- | ---- |
|      | CS    | Juan Briezen                       | 1928                  |      |      |
|      | CS    | Jorge Gerardo Brion                | 1933                  |      |      |
|      | CS    | Adriaan Walter Brokke              | 1928                  |      |      |
|      | V     | Wilhelm Rudolf Canword             | 1933                  |      |      |
|      | V     | Wilfred Modesto De Lanoi           | 1929                  |      |      |
|      | KP    | Guillermo Victorio Bruno Giribaldi | 1929                  |      |      |
|      | K     | Ergilio Pedro Hato                 | 1926                  |      |      |
|      | CS    | Willys Desmond Heyliger            | 1926                  |      |      |
|      | CS    | Guillermo Grigorio Krips           | 1929                  |      |      |
|      | KP    | Pedro Basiano Matrona              | 1927                  |      |      |
|      | KP    | Edmundo Theodoro Vlinder           | 1926                  |      |      |

## Norvégia
| Szám | Poszt | Név                | Születési dátum (Kor) | Vál. | Klub |
| ---- | ----- | ------------------ | --------------------- | ---- | ---- |
|      | K     | Tom Blohm          | 1920                  |      |      |
|      | CS    | Gunnar Dahlen      | 1918                  |      |      |
|      | V     | Erik Holmberg      | 1921                  |      |      |
|      | CS    | Ragnar Hvidsten    | 1926                  |      |      |
|      | CS    | Henry Johannessen  | 1924                  |      |      |
|      | V     | Harry Boye Karlsen | 1921                  |      |      |
|      | KP    | Thorleif Olsen     | 1921                  |      |      |
|      | CS    | Odd Wang Sörensen  | 1922                  |      |      |
|      | KP    | Björn Spydevold    | 1918                  |      |      |
|      | KP    | Thorbjörn Svenssen | 1924                  |      |      |
|      | CS    | Gunnar Thoresen    | 1920                  |      |      |

## Chile
| Szám | Poszt | Név                             | Születési dátum (Kor) | Vál. | Klub |
| ---- | ----- | ------------------------------- | --------------------- | ---- | ---- |
|      | KP    | Fernando Jara Aninat            | 1930                  |      |      |
|      | CS    | Jaime Vasquez Becker            | 1929                  |      |      |
|      | CS    | Julio Vial Blanco               | 1933                  |      |      |
|      | V     | Domingo Massaro Conley          | 1927                  |      |      |
|      | CS    | Irenio Jara Constanzo           | 1929                  |      |      |
|      | CS    | Justo Pastor Albornoz Herrera   | 1926                  |      |      |
|      | CS    | Domingo Pillado                 | 1928                  |      |      |
|      | KP    | Luis Ernesto Leal Placencia     | 1929                  |      |      |
|      | KP    | José García Quezada             | 1931                  |      |      |
|      | V     | Ruben del Carmen Gonzalez Rojas | 1927                  |      |      |
|      | K     | Manuel Roa Sánchez              | 1929                  |      |      |

## Nagy-Britannia
| Szám | Poszt | Név                            | Születési dátum (Kor) | Vál. | Klub |
| ---- | ----- | ------------------------------ | --------------------- | ---- | ---- |
|      | K     | Edward Bennett                 | 1925                  |      |      |
|      | KP    | Charles Edward Fuller          | 1919                  |      |      |
|      | CS    | John Roderick Elliott Hardisty | 1921                  |      |      |
|      | CS    | James Leonard Lewis            | 1927                  |      |      |
|      | CS    | Alfred William Thomas Noble    | 1924                  |      |      |
|      | CS    | George Robb                    | 1926                  |      |      |
|      | KP    | Derek William Saunders         | 1928                  |      |      |
|      | CS    | William John Slater            | 1927                  |      |      |
|      | V     | Thomas Stewart                 | 1926                  |      |      |
|      | V     | Leslie Eugene Stratton         | 1925                  |      |      |
|      | KP    | Lawrence Robert Topp           | 1923                  |      |      |

## Bulgária
| Szám | Poszt | Név                         | Születési dátum (Kor) | Vál. | Klub |
| ---- | ----- | --------------------------- | --------------------- | ---- | ---- |
|      | KP    | Boris Georguieff Apostoloff | 1925                  |      |      |
|      | CS    | Petar Atanassoff Argiroff   | 1923                  |      |      |
|      | V     | Georgui Vassileff Evtimoff  | 1931                  |      |      |
|      | CS    | Kroum Ivanoff Janeff        | 1929                  |      |      |
|      | CS    | Ivan Petkoff Koleff         | 1923                  |      |      |
|      | V     | Manol Thomoff Manoloff      | 1925                  |      |      |
|      | CS    | Panajat Miteff Panajotoff   | 1930                  |      |      |
|      | KP    | Traitcho Stéfanoff Petkoff  | 1923                  |      |      |
|      | K     | Apostol Slatkoff Sokoloff   | 1917                  |      |      |
|      | KP    | Stefan Bojkoff Stéfanoff    | 1923                  |      |      |
|      | CS    | Dimitre Milanoff Stojanoff  | 1927                  |      |      |

## Franciaország
| Szám | Poszt | Név                        | Születési dátum (Kor) | Vál. | Klub                   |
| ---- | ----- | -------------------------- | --------------------- | ---- | ---------------------- |
| 1    | KP    | Jean Claude Druart         | 1927                  |      |                        |
| 2    | CS    | Celestin Oliver            | 1930                  |      | Ideal Sport Mostaganem |
| 3    | ?     | Joseph Ibañez              | 1927                  |      | St. Ettiene            |
| 4    | V     | Mustapha Zitoune           | 1928                  |      | AS Cannes              |
| 5    | V     | Albert Eloy                | 1927                  |      | UA Sedan Torcy         |
| 6    | KP    | Roger Colliot              | 1925                  |      |                        |
| 7    | ?     | M. Braucheil               |                       |      |                        |
| 8    | K     | Jean Guy Astresses         | 1929                  |      | Girondins de Bordeaux  |
| 9    | CS    | Rene Bliard                | 1932                  |      | Stade de Reims         |
| 10   | V     | Lucien Bochard             | 1925                  |      |                        |
| 11   | KP    | Jack Barreau               | 1923                  |      |                        |
| 12   | CS    | René Persillon             | 1919                  |      | Girondins de Bordeaux  |
| 13   | CS    | Bernard Jean Andre Lefevre | 1930                  |      | Lile OSC               |
| 14   | CS    | Jacques Bohee              | 1929                  |      | CO Roubaix-Tourcoing   |
| 15   | ?     | J. Demaria                 |                       |      |                        |
| 16   | CS    | Michel Laurent Leblond     | 1932                  |      | Stade de Reims         |
| 17   | CS    | P. Carrier                 |                       |      |                        |
| 18   | K     | Leonce Deprez              | 1927                  |      |                        |

## Görögország
| Szám | Poszt | Név                    | Születési dátum (Kor) | Vál. | Klub |
| ---- | ----- | ---------------------- | --------------------- | ---- | ---- |
|      | KP    | Youlielmos Arvanitis   | 1920                  |      |      |
|      | CS    | Athanase Bebis         | 1928                  |      |      |
|      | CS    | Georges Darivas        | 1926                  |      |      |
|      | CS    | Charalambos Drossos    | 1927                  |      |      |
|      | CS    | Paul Emmanouilides     | 1929                  |      |      |
|      | KP    | Jean Ioannou           | 1931                  |      |      |
|      | V     | Constantin Linoxylakis | 1932                  |      |      |
|      | CS    | Elias Papagheorghiou   | 1925                  |      |      |
|      | K     | Nicolas Penzaropoulos  | 1927                  |      |      |
|      | KP    | Constantin Poulis      | 1928                  |      |      |
|      | V     | Elie Rossides          | 1927                  |      |      |

## Románia
| Szám | Poszt | Név               | Születési dátum (Kor) | Vál. | Klub |
| ---- | ----- | ----------------- | --------------------- | ---- | ---- |
|      | KP    | Valeriu Calinoiu  | 1928                  |      |      |
|      | V     | Farmati Zoltán    | 1924                  |      |      |
|      | CS    | Eugen Iordache    | 1922                  |      |      |
|      | KP    | Kovács József     | 1921                  |      |      |
|      | CS    | Titus Ozon        | 1927                  |      |      |
|      | CS    | Tudor Paraschiva  | 1919                  |      |      |
|      | CS    | Pecsovszky József | 1921                  |      |      |
|      | KP    | Serfőző Gábor     | 1926                  |      |      |
|      | CS    | Ion Suru          | 1927                  |      |      |
|      | K     | Ion Voinescu      | 1929                  |      |      |
|      | V     | Zavoda László     | 1929                  |      |      |

## Hollandia
| Szám | Poszt | Név                                      | Születési dátum (Kor) | Vál. | Klub |
| ---- | ----- | ---------------------------------------- | --------------------- | ---- | ---- |
|      | V     | Jacques Anton Alberts                    | 1926                  |      |      |
|      | CS    | Marinus Afiliona Bennaars                | 1931                  |      |      |
|      | KP    | Louis Biesbrouck                         | 1921                  |      |      |
|      | CS    | Mathisj Clavan                           | 1929                  |      |      |
|      | K     | Peter Cornelis Kraak                     | 1921                  |      |      |
|      | CS    | Joannes Cornelius Adrianus Mommers       | 1927                  |      |      |
|      | V     | Johannes Bernardus Odenthal              | 1924                  |      |      |
|      | KP    | Marinus Terlouw                          | 1922                  |      |      |
|      | CS    | Piet van der Kuil                        | 1933                  |      |      |
|      | CS    | Joannes Cornelis Christianus van Roessel | 1925                  |      |      |
|      | KP    | Abraham Wiertz                           | 1919                  |      |      |

## India
| Szám | Poszt | Név                    | Születési dátum (Kor) | Vál. | Klub |
| ---- | ----- | ---------------------- | --------------------- | ---- | ---- |
|      | K     | Berland Anthony        | 1923                  |      |      |
|      | CS    | Joseph Anthony         | 1925                  |      |      |
|      | CS    | Mohammed Ahmed Khan    | 1926                  |      |      |
|      | V     | Syed Khaja Azizuddin   | 1929                  |      |      |
|      | KP    | Abdul Latif            | 1928                  |      |      |
|      | KP    | Sailen Manna           | 1924                  |      |      |
|      | CS    | Syed Khaja Moinuddin   | 1924                  |      |      |
|      | V     | Chandan Singh Rawat    | 1928                  |      |      |
|      | CS    | Madar Abdus Sattar     | 1925                  |      |      |
|      | KP    | Thulukhanam Shunmugham | 1924                  |      |      |
|      | CS    | Padanttom Vankatesh    | 1926                  |      |      |

## Egyesült Államok
| Szám | Poszt | Név                      | Születési dátum (Kor) | Vál. | Klub                       |
| ---- | ----- | ------------------------ | --------------------- | ---- | -------------------------- |
|      | KP    | Martin Aubrey Krumm      |                       |      | San Francisco              |
|      | K     | Robert Leland Burkhard   | 1922                  |      | St Louis Kutis SC          |
|      | KP    | Charles Martin Columbo   | 1920                  |      | St Louis Simpkins-Ford     |
|      | KP    | William Amadeo Contario  | 1929                  |      | Chicago                    |
|      | CS    | Ellwood Eugene Cook      | 1929                  |      | St Louis Kutis SC          |
|      | KP    | John Flower Dunn         |                       |      | Temple                     |
|      | V     | Harry Joseph Keough      | 1927                  |      | St Louis Raiders           |
|      | V     | Andew Eobertson Keir     |                       |      | Los Angeles                |
|      | KP    | Edward Joseph Jr. McHugh | 1925                  |      | St Louis                   |
|      | CS    | Ruben Michael Mendoza    | 1931                  |      | St Louis Kutis SC          |
|      | CS    | Lloyd Monsen             | 1931                  |      | New York Hakoah            |
|      | V     | William Schaller         | 1933                  |      | New York Newark            |
|      | KP    | William Rose Sheppel     | 1926                  |      | Newark German Americnas    |
|      | CS    | John Benevides Souza     | 1920                  |      | New York German-Hungarians |
|      | CS    | Lawrence Carmen Surock   | 1930                  |      | Baltimore's                |

KRUMM Martin Aubrey